# Stereotyphot
Stereotyphot är den ångest eller oro som en person kan uppleva, för att förutfattade negativa åsikter gentemot den egna sociala stereotypgruppen ska bekräftas. Psykologen Claude Steele och hans kolleger var de första att beskriva fenomenet. Stereotyphot har visat sig kunna försämra prestationsförmågan, hos de individer som tillhör grupper med negativa stereotyper. Det kan till exempel sänka resultaten hos afroamerikaner som gör SAT-provet, som används som intagningsprov till college i USA, på grund av stereotypen att afroamerikaner skulle vara mindre intelligenta än andra etniska grupper. Sedan begreppet introducerades inom den vetenskapliga litteraturen 1995, har det blivit ett av de mest studerade ämnena inom socialpsykologin.
Stereotyphot anses uppkomma från den bestämda situationen, snarare än från individens personlighetsdrag. Eftersom de flesta människor har åtminstone en social identitet med negativa stereotyper, är de flesta sårbara för mekanismen i motsvarande grad. Miljöfaktorer som ökar risken för stereotyphot är uppgiftens svårighetsgrad, individens trosföreställning om att uppgiften mäter deras förmåga och den negativa stereotypens relevans för uppgiften. Människor uppvisar starkare drag av stereotyphot när de gärna vill prestera bra, identifierar sig starkt med den stereotypiserade gruppen eller förväntar sig att bli diskriminerade på grund av den negativa stereotypen. Upprepade erfarenheter av stereotyphot kan leda till en ond cirkel med konsekvenser som försämrat självförtroende, sämre prestationsförmåga och bristande intresse.

## Påverkan på prestationsförmåga

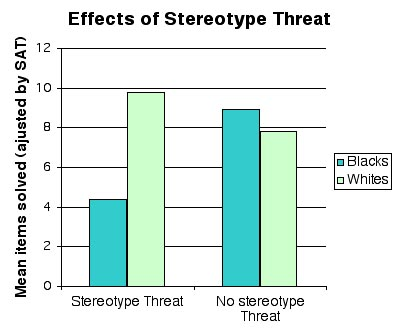
Effekterna av stereotyphot för universitetsstudenter efter att man korrigerat för deras tidigare SAT-resultat

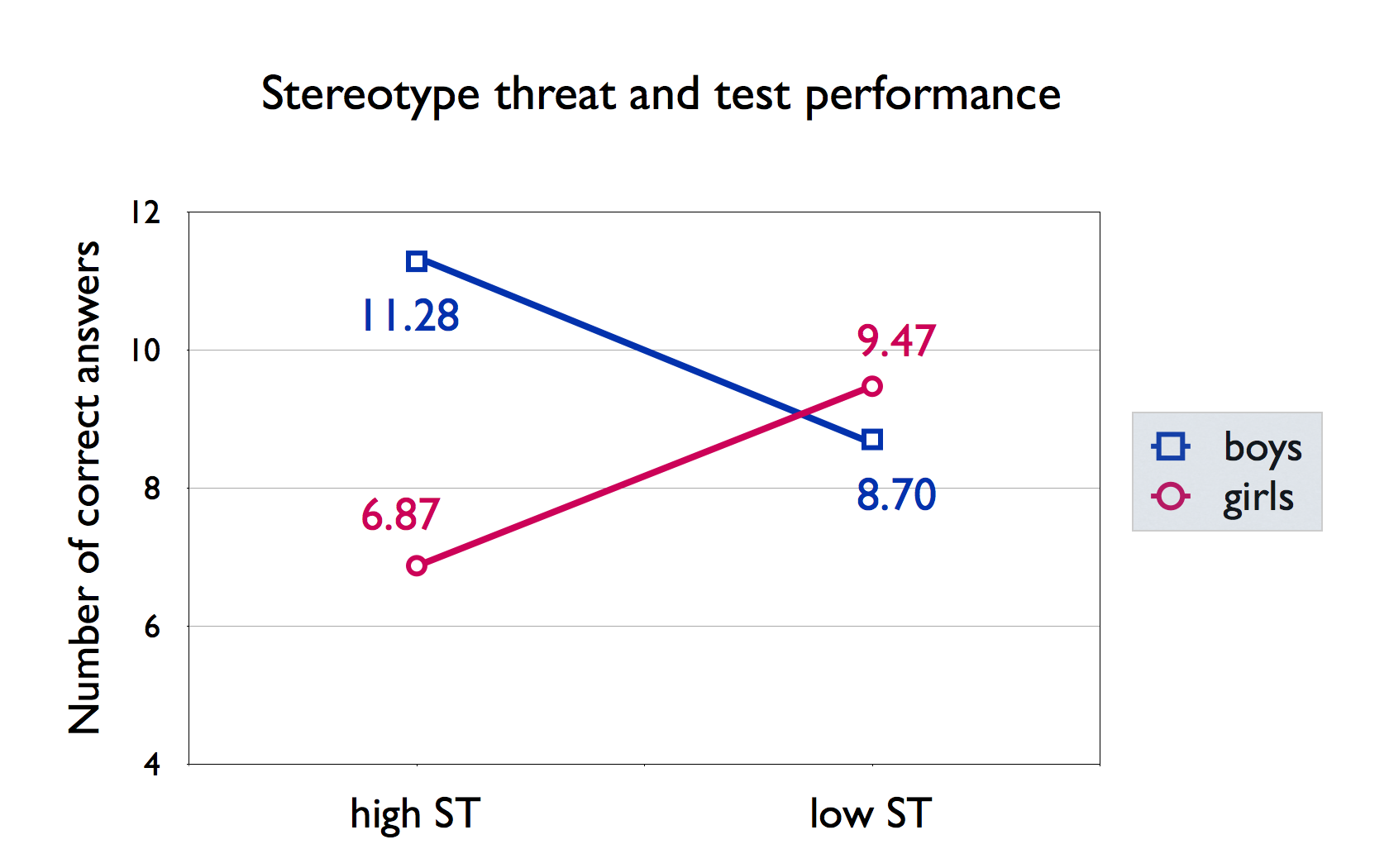
Effekterna av stereotyphot (ST) för pojkar och flickor vid matematikprov.

Claude Steele och Joshua Aronson utförde i början av 1990-talet de första experimenten som påvisade att stereotyphot kan försämra intellektuell prestationsförmåga. I testet använde de 117 amerikanska collegestudenter av afrikanskt respektive europeiskt ursprung. Studenterna fick utföra en komplicerad språklig del av testet Graduate Record Examinations. När deltagarna blev informerade om att de skulle göra ett intelligenstest blev skillnaden mellan afroamerikanska och vita studenter större än vad man kunde förvänta sig av deras SAT resultat. I ett uppföljande experiment lät Steele och Aronson studenterna utföra samma test men ändrade på instruktionen så att deltagarna inte längre trodde att det mätte deras intellektuella prestationsförmåga. Detta gjorde att den ökade skillnaden från första experimentet återgick till den skillnad man förväntade sig utifrån testdeltagarnas tidigare SAT-resultat. Steele och Aronson drog slutsatsen att de vanliga testinstruktionerna gjorde att de afroamerikanska studenterna blev mer oroliga över att bekräfta en negativ stereotyp om sin grupp. Denna slutsats förstärktes av att de afroamerikanska studenter som trodde att testet mätte deras intelligens också tänkte mer på de negativa stereotyper som var associerade till deras grupp. Detta mätte Steele och Aronson genom ett ordtest där studenterna fick komplettera halvt utskrivna ord. De såg att de afroamerikanska studenter som trodde att testet mätte deras intelligens, var mer benägna att komplettera ord på ett sätt som var associerat till de negativa stereotyperna i fråga (till exempel blev __mb "dumb" snarare än "numb").
Det finns över 300 vetenskapliga artiklar om steretyphotets påverkan på prestationsförmågan, inom en mängd olika områden. En studie av schackspelare har exempelvis visat att kvinnliga spelare spelade sämre, när de i förväg fick veta att de skulle möta en manlig motståndare. Kvinnliga spelare som fick veta att de skulle möta en kvinnlig motståndare presterade dock som förväntat mot bakgrund av deras tidigare observerade skicklighet. Blotta närvaron av andra människor kan framkalla stereotyphot. I ett experiment fick kvinnor som utförde ett matematiskt test rätt på 70 procent av frågorna när två andra kvinnor deltog. De kvinnor som utförde samma test där två andra män deltog fick bara rätt på 55 procent av frågorna. Forskarna Vishal Gupta, Daniel Turban och Nachiket Bhawe har studerat stereotyphot i förhållande till entreprenörskap, en traditionellt mansdominerad verksamhet. I sina studier fann de att stereotyphot kan hämma kvinnors intresse för att bli entreprenörer medan motsatsen gäller för män. När entreprenörskap presenteras som en könsneutral sysselsättning visar emellertid män och kvinnor samma intresse för det. Ytterligare ett experiment involverade ett golfspel som beskrevs som ett test i "naturlig atletisk förmåga" eller "sportslig intelligens". När det beskrevs som ett test i atletisk förmåga presterade europeiskamerikanska studenter sämre, medan afroamerikanska studenter presterade sämre när det beskrevs som intelligensrelaterat.
Överlag tyder studier på att stereotyphot kan uppkomma i alla slags situationer där en individ riskerar att bekräfta en negativ stereotyp. Det kan exempelvis påverka europeiskamerikanska personers atletiska förmåga, såväl som män som får sin förmåga att visa känslor prövad. Stereotyphotet kan variera beroende på vilken gruppidentitet som framhävs i situationen. Asiatiskamerikanska kvinnor utsätts exempelvis för stereotypen att de är dåliga på matematik när deras könstillhörighet framhävs, medan de förväntas vara särskilt duktiga på matematik när deras etniska tillhörighet betonas. Individer inom denna grupp fick bättre resultat i matematiska test när deras etniska tillhörighet framhävdes och sämre resultat när könstillhörigheten var det centrala.
Vissa individer tycks mer benägna att uppleva stereotyphot än andra. Individer som identifierar sig starkt med ett särskilt område kan vara mer sårbara för stereotyphot. Elever som starkt identifierar sig med att göra bra ifrån sig i skolan kan paradoxalt nog vara mer sannolika att underprestera under stereotyphot.
Även om forskning tyder på att stereotyper kan spela en roll för individers prestationsförmåga inom diverse områden är det inte bevisat att stereotyperna är den huvudsakliga orsaken till skillnaderna mellan grupper. Enligt Paul R. Sackett, Chaitra M. Hardison och Michael J. Cullen har både massmedia och akademisk litteratur dragit den felaktiga slutsatsen att eliminerandet av stereotyphot helt och hållet kan eliminera prestationsskillnaderna mellan europeiskamerikaner och afroamerikaner. Sackett med flera har pekat på att det fortfarande fanns skillnader i prestationsförmåga mellan dessa grupper i Steele och Aronsons (1995) experiment, efter det att stereotyphotet avlägsnats. I efterföljande korrespondens mellan Sackett med flera och Steele och Aronson skrev Sacket med flera att "de [Steele och Aronson] håller med om att det är en feltolkning av Steele och Aronson-resultaten (1995) att dra slutsatsen att eliminerandet av stereotyphot eliminerar skillnaden mellan afroamerikaner och vita". Sacket med flera har uttryckt en oro över att denna missuppfattning kan ta fokus ifrån andra orsaker till prestationsskillnaderna, som rasism, sexism och socioekonomisk ojämlikhet.

## Mekanismer
Även om ett antal studier påvisar stereotyphotets påverkan på prestationsförmågan så kvarstår ett antal obesvarade frågor om de specifika mentala processerna som ligger bakom denna påverkan. Steele och Aronson spekulerade ursprungligen om att ångest och en mer fokuserad uppmärksamhet, som uppstår när individen försöker förtränga de stereotyp-relaterade tankarna, är delorsaker till den försämrade prestationen. År 2008 publicerade Toni Schmader, Michael Johns och Chad Forbes en integrerad modell av stereotyphot som fokuserade på tre besläktade faktorer: 1) stress, som försämrar informationsupphämtningen i prefrontala cortex; 2) fokus på prestationen, som upptar individens uppmärksamhet; och 3) försök att förtränga negativa tankar och känslor. Schmader med flera menar att dessa tre faktorer sammanfattar den evidens som tidigare experiment om stereotyphot visat på. Stereotyphot har exempelvis visat sig störa arbetsminnet, öka ens självmedvetenhet om sin prestation, och få individer att försöka förtränga negativa tankar och känslor som ångest.
En rad studier om fysiologiska och neurologiska responer stöder Schmader, Johns och Forbes integrerade modell över processerna bakom stereotyphot. Till stöd för förklaringen om stress under stereotyphot fann en studie att afroamerikaner uppvisar ett förhöjt blodtryck under stereotyphot. En annan studie fann en förhöjd kardiovaskulär aktivitet hos kvinnor som fick se en videofilm av en matematik- och vetenskapskonferens där antalet män var långt högre än antalet kvinnor. Andra studier har också påvisat att individer under stereotyphot uppvisar snabbare hjärtslag. Stereotyphot kan också aktivera en neuroendokrin stressrespons, vilket märks i det ökade kortisolvärdet.
Undersökningar av hjärnan har visat att stereotyphot ökar individens övervakning av och vaksamhet över sin prestation. Forbes och hans kolleger framkallade elektroencefalogram-signaler (EEG) som mäter elektrisk aktivitet längs med skalpen. Resultaten förvissade forskarna om att individer som upplever stereotyphot är mer vaksamma vad gäller prestationsrelaterad stimuli. Andra har använt funktionell magnetresonanstomografi (fMRI) för att studera hjärnaktiviteten under stereotyphot. Forskarna fann att kvinnor som upplever sterotyphot under tiden de skrev ett matematiskt prov uppvisade en förhöjd aktivitet i en del av hjärnan som tros vara kopplad till sociala och emotionella processer (eng: anterior cingulate cortex) men eftersom de inte har en manlig kontrollgrupp går det inte uttala sig om detta är relevant eller inte.

## Långsiktiga konsekvenser
Även om en försämrad prestationsförmåga är den mest välkända konsekvensen av stereotyphot har studier visat att det även kan leda till att individer klandrar sig själva för inbillade misslyckanden, självhandikapp, avfärdar värdet och giltigheten i prov och andra prestationsuppgifter, distanserar sig från grupper med negativa stereotyper, och håller sig borta från situationer och miljöer som upplevs som hotfulla.
I det långa loppet kan upplevelsen av stereotyphot leda till att individer slutar identifiera sig med området där de upplever hotet. En kvinna kan till exempel sluta betrakta sig som en "matematisk person" efter att ha varit med om en rad upplevelser där hon upplever stereotyphotet. Denna avidentifiering tros vara en psykologisk självförsvarsstrategi för att bibehålla sin självkänsla. Utöver långsiktiga psykologiska konsekvenser kan stereotyphot även utgöra ett fysiologiskt hot mot vissa grupper som regelbundet utsätts för det. Vissa forskare  har exempelvis lagt fram hypoteser om att de högre dödstalen för afroamerikaner i USA delvis kan förklaras av stereotyphot.

## Motstrategier
Forskningen har även försökt hitta vägar för att hjälpa personer, från grupper med negativa stereotyper, att motarbeta sitt stereotyphot. I en studie lyckades man genom att upplysa kvinnor på college i USA om ett möjligt stereotyphot, i samband med ett könsuppdelat matematiktest. Ett annat tillvägagångssätt går ut på att informera individerna om att intelligens är formbart och kan förbättras genom individuella ansträngningar.
En tredje motstrategi går ut på att få individer att skriva om någonting som är värdefullt för dem, en process som i den akademiska litteraturen kallas självbekräftelse. År 2006 fann forskarna Geoffrey L. Cohen, Julio Garcia, Nancy Apfel och Allison Master att självbekräftelseövningar förbättrade afroamerikanska elevers skolbetyg avsevärt och förminskade gapet mellan etniska grupper med 40 procent. Cohen med flera och andra anser att gapet mellan de etniska grupperna åtminstone delvis kan elimineras genom målinriktade socialpsykologiska ingripanden. Ett sådant ingripande gjordes med brittiska läkarstudenter, som fick en skriftlig uppgift och en klinisk analys. I skrivuppgiften minskade gapet genom att de vita studenterna presterade sämre. I den kliniska analysen presterade båda grupper bättre, med ett oförminskat gap dem emellan.
En fjärde typ av motstrategi går ut på att få personerna att känna sig mer hemma i den akademiska miljön. Greg Walton och Geoffrey Cohen lyckades höja betygen hos afroamerikanska studenter i USA och därmed eliminera gapet mellan de etniska grupperna under det första året på college, genom att påminna studenterna om att oro över social tillhörighet tenderar att dämpas med tiden.

## Kritik
Trots att ämnet är ett av mest studerade inom socialpsykologin, så är det vetenskapligt stödet för dess existens fortfarande svagt. Ett av de största problemen är att studier som inte finner något resultat, och således inte publiceras, vilket leder till "publikationsbias". Exempelvis visar en metastudie från 2015 att det finns en svag effekt om man bara tittar på publicerade studier men att effekten inte är skild från noll om icke publicerade studier inkluderas. Wichert & de Haan gjorde 2009 en metastudie av 55 opublicerade studier som visar på samma problem.